# Arne Bendiksen
Arne Joachim Bendiksen (Bergen, 19 ottobre 1926 – 26 marzo 2009) è stato un cantante norvegese.
Ha partecipato all'Eurovision Song Contest 1964 con il brano Spiral, in rappresentanza della Norvegia, classificandosi all'ottavo posto.